# Märta af Klercker
Märta Ida Amalia af Klercker, född Boheman 3 januari 1882 i Hedvig Eleonora församling, Stockholm, död 28 januari 1969 i Vadsbro församling, Södermanlands län, var en svensk hovfunktionär.

## Biografi
Märta af Klercker föddes 1882 i Stockholm. Hon var dotter till kanslisekreteraren Carl Rudolf Helmer Boheman och Ellen Gustava Abramson samt syster till diplomaten och politikern Erik Boheman.
Märta af Klercker var från 1934 till 1936 ordförande för Stockholms landstormskvinnor och blev 1944 statsfru. Hon avled 1969 i Vadsbro socken.

### Familj
Märta Boheman gifte sig 30 april 1901 i Stockholm med översten och kabinettskammarherren Tage af Klercker (1874–1966), son till tygmästaren Ernst Fredrik af Klercker och friherrinnan Charlotta Vilhelmina Bennet. De fick tillsammans barnen intendenten för Atlas Copco Göran af Klercker (1902–1983), befälhavaren Stig af Klercker (1904–1968), direktören Bertil af Klercker (1910–1986) och Tage af Klercker (1913–1913).